# Хабанеро
Хабане́ро (с испанский: [aβaˈneɾo] (слушать)о файле) — острый сорт перца. Незрелые хабанеро имеют зелёный цвет и окрашиваются по мере созревания. Наиболее распространённые варианты окраски — оранжевый и красный, но плоды также могут быть белыми, коричневыми, жёлтыми, зелёными или фиолетовыми. Обычно размер спелого хабанеро составляет 2—6 см. Острота, вкус и цветочный аромат хабанеро делают его популярным ингредиентом в острых соусах и других острых блюдах.

## Происхождение и использование

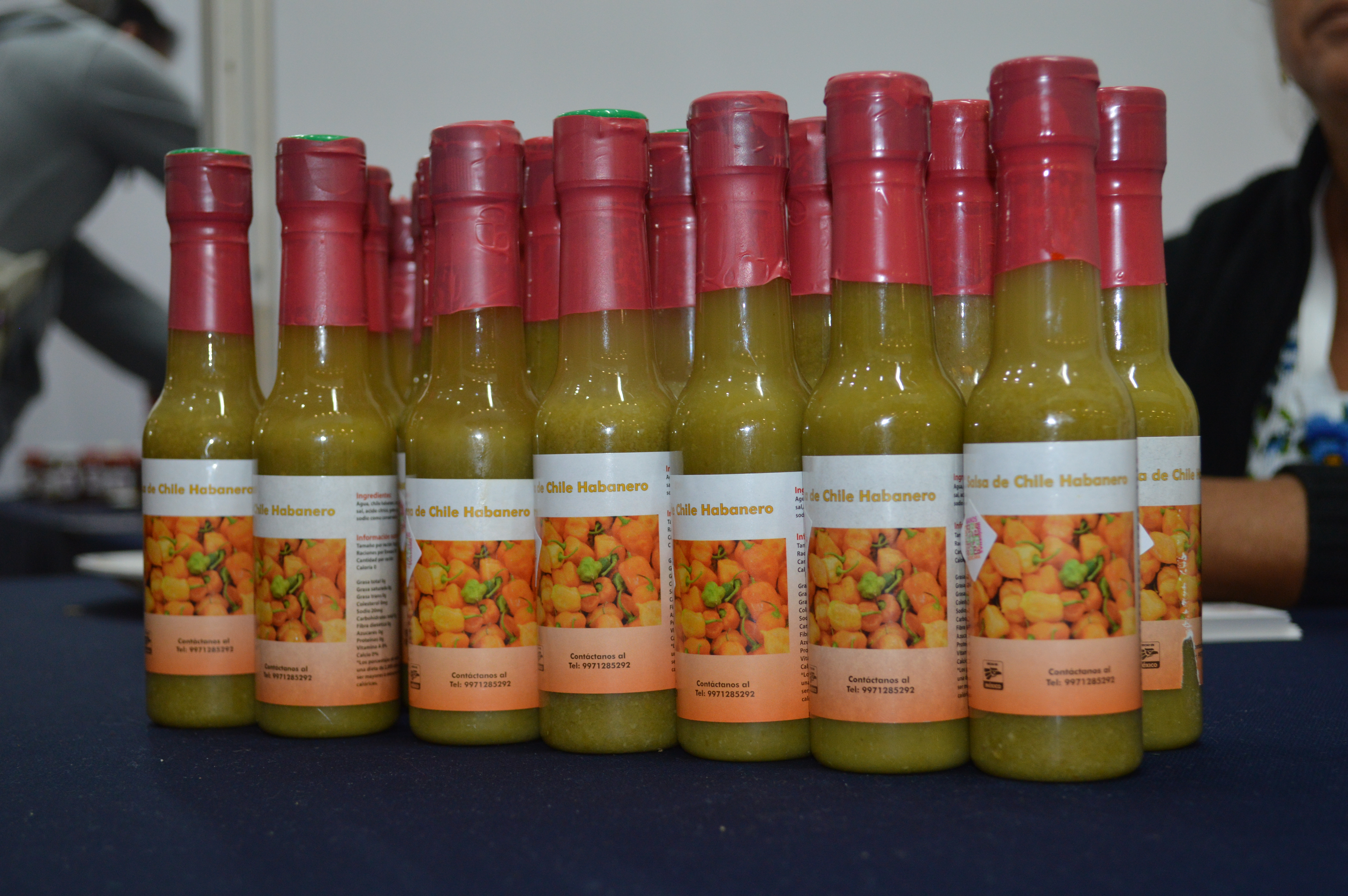
Острый соус Habanero от Flor de Lirio, кооператива коренных народов в муниципалитете Пето, Юкатан

Перец хабанеро происходит из Амазонии, откуда он распространился и достиг Мексики.
Хабанеро назван в честь кубинского города Ла-Гавана, известного просто как Гавана, потому что раньше он активно участвовал в торговле. (Несмотря на название, хабанеро и другие острые ингредиенты редко используются в традиционной кубинской кухне.)
Сегодня крупнейшим производителем перца хабанеро является полуостров Юкатан в Мексике. Хабанеро — неотъемлемая часть юкатекской кухни, его едят целиком или делают из него пюре или сальсу. Сегодня его выращивают в Белизе, Панаме, Коста-Рике, Колумбии, Эквадоре и в некоторых частях Соединенных Штатов, включая Техас, Айдахо и Калифорнию.
Перец хабанеро был распространён испанскими колонистами до такой степени, что систематики XVIII века ошибочно приняли Китай за место его происхождения и назвали его Capsicum chinense («китайский перец»)[страница не указана 1209 дней].
Scotch bonnet часто сравнивают с хабанеро, поскольку это две разновидности одного и того же вида, но у них разные типы плодов. И у скотч боннета, и у хабанеро тонкая восковая мякоть. У них схожий вкус. У обоих сортов в среднем примерно одинаковый уровень остроты, но фактическая степень сильно варьируется от одного плода к другому в зависимости от генетики, методов выращивания, климата и стресса, которое испытало растение.
В 1999 году хабанеро был занесён в Книгу рекордов Гиннеса как самый острый перец в мире, но с тех пор его заменили другие перцы. Bhut jolokia (или перец-призрак) и скорпион Trinidad moruga были с тех пор идентифицированы как местные подвиды Capsicum chinense, даже более острые, чем хабанеро. Селекционеры постоянно скрещивают подвиды, пытаясь создать сорта, которые побьют рекорд по шкале Сковилла. Одним из примеров является Carolina Reaper, гибрид перца Bhut jolokia с особенно острым красным хабанеро.

## Выращивание
Хабанеро прекрасно себя чувствуют в жаркую погоду. Как и все перцы, хабанеро хорошо себя чувствует в местах с хорошим утренним солнцем и в почве с уровнем pH от 5 до 6 (слабокислый). Хабанеро, которые поливают ежедневно, дают больший вегетативный рост, но такое же количество плодов с более низкими концентрациями капсаицина, по сравнению с растениями, которые поливают только в сухом состоянии (каждые семь дней). Излишне влажная почва и корни дают перцу горький вкус. Ежедневный полив во время цветения и раннего завязывания плодов помогает предотвратить опадение цветков и незрелых плодов, но скорость опадания цветов часто достигает 90 % даже в идеальных условиях.
Хабанеро — это многолетнее цветущее растение, а это означает, что при правильном уходе и условиях выращивания оно может приносить цветы (и, следовательно, плоды) в течение многих лет. Кусты хабанеро — хорошие кандидаты для контейнерного сада. Однако в умеренном климате он считается однолетним, умирает каждую зиму и заменяется следующей весной. В тропических и субтропических регионах хабанеро, как и другие чили, плодоносит круглый год. Пока условия благоприятны, растение будет плодоносить постоянно.

## Сорта
Некоторые производители пытались селективно разводить растения хабанеро, чтобы получить более острые, тяжёлые и крупные перцы. Большинство хабанеро оценивают от 200 000 до 300 000 по шкале Сковилла. В 2004 году исследователи из Техаса создали слабо острую версию хабанеро, но сохранили традиционный аромат и вкус. Более мягкий вариант был получен путём скрещивания перца юкатанского хабанеро с острым хабанеро из Боливии на протяжении нескольких поколений. Селекционер Майкл Мазурек использовал мутацию, обнаруженную Институтом перца Чили, для создания хабанеро вообще без остроты, он назвал его «Habanada», он выведен в 2007 году и выпущен в 2014 году.
Шоколадный хабанеро — альтернативное название, часто используемое для описания тёмно-коричневой разновидности перца хабанеро, которая немного меньше по размеру и имеет более сферическую форму. Были найдены семена, которым, как считается, более 7000 лет. Шоколадный хабанеро имеет экзотический и необычный вкус, и он более острый, чем обычный хабанеро с рейтингом от 425 000 до 577 000 единиц Сковилла. Небольшая щепотка этого перца, используемая для приготовления пищи, может существенно повлиять на остроту блюда в целом. Шоколадные хабанеро вырастают значительно дольше, чем другие сорта хабанеро. В сушёном виде они могут храниться в течение длительного времени и могут быть восстановлены в воде, а затем добавлены в смеси для соусов. Ранее известные как habanero negro, или по имени науатль, их имя было переведено на английский язык торговцами специями в XIX веке как «чёрный хабанеро». Слово «шоколад» произошло от слова науатль xocolātl. [ʃoˈkolaːt͡ɬ], и он также использовался в описании как «шоколадный хабанеро», но он оказался непроизносимым для британских торговцев, поэтому торговцы его просто назвали «чёрным хабанеро».
Карибский, красный сорт семейства хабанеро, имеет цитрусовый и слегка дымный вкус, его рейтинг по шкале Сковилла составляет от 300 000 до 445 000 единиц Сковилла.

## Галерея

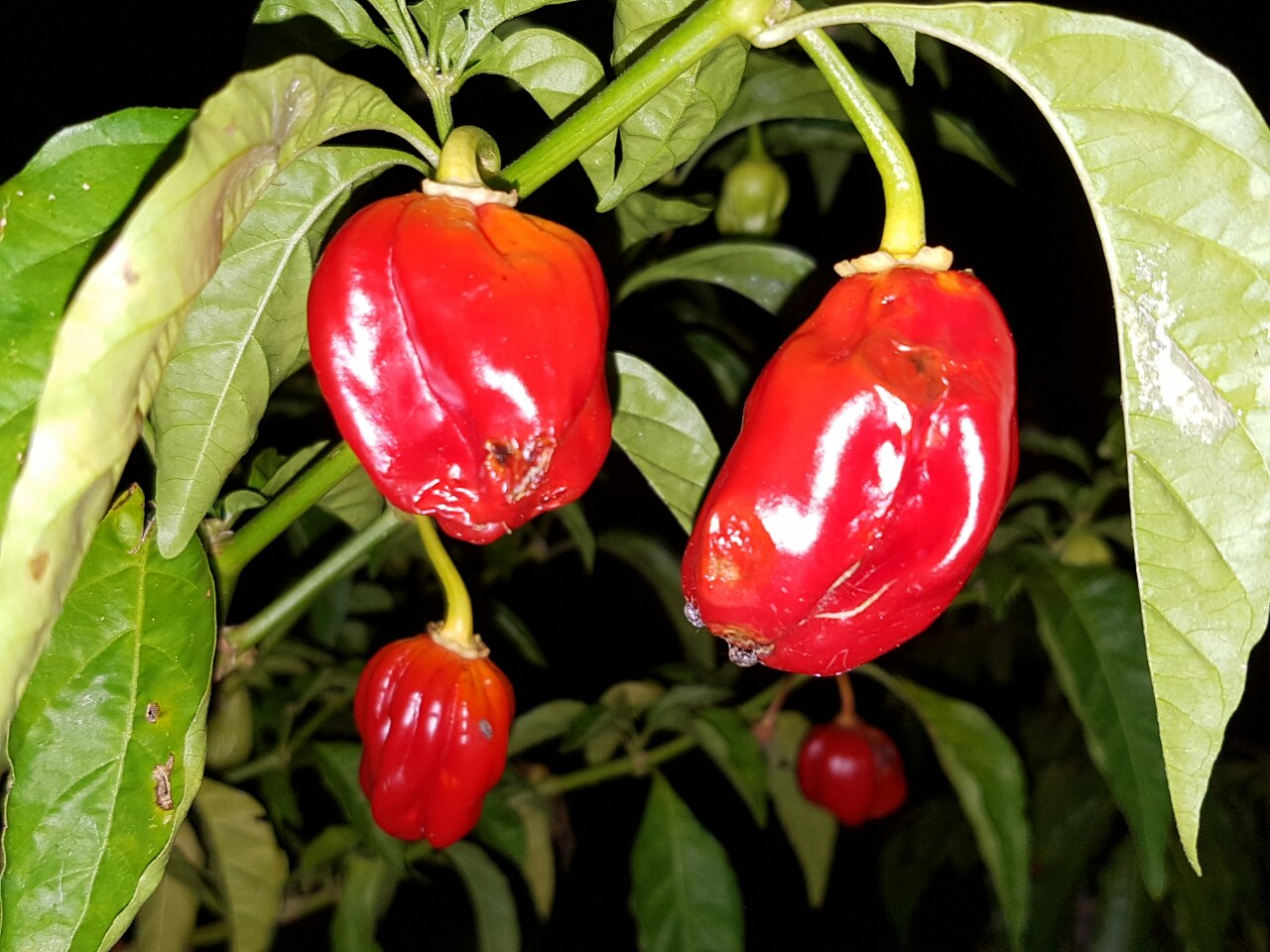
Красные плоды хабанеро на растении
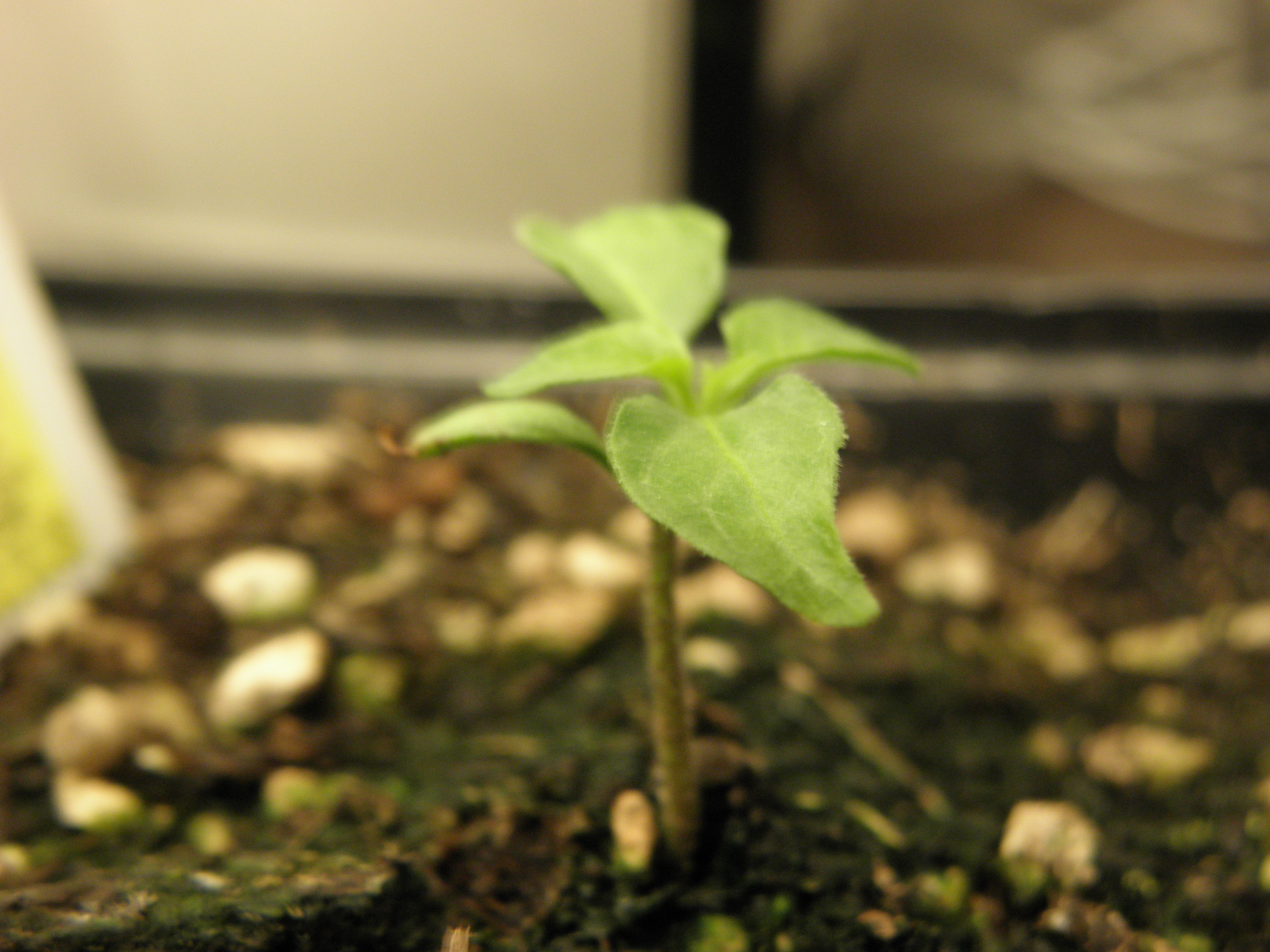
Саженец хабанеро
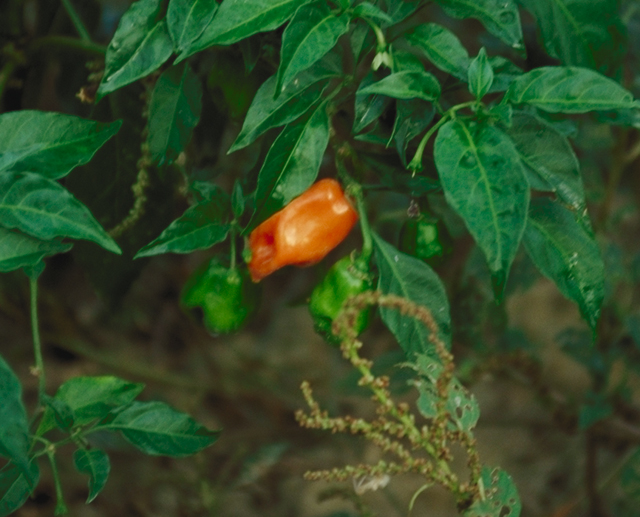
Хабанеро растение с плодами
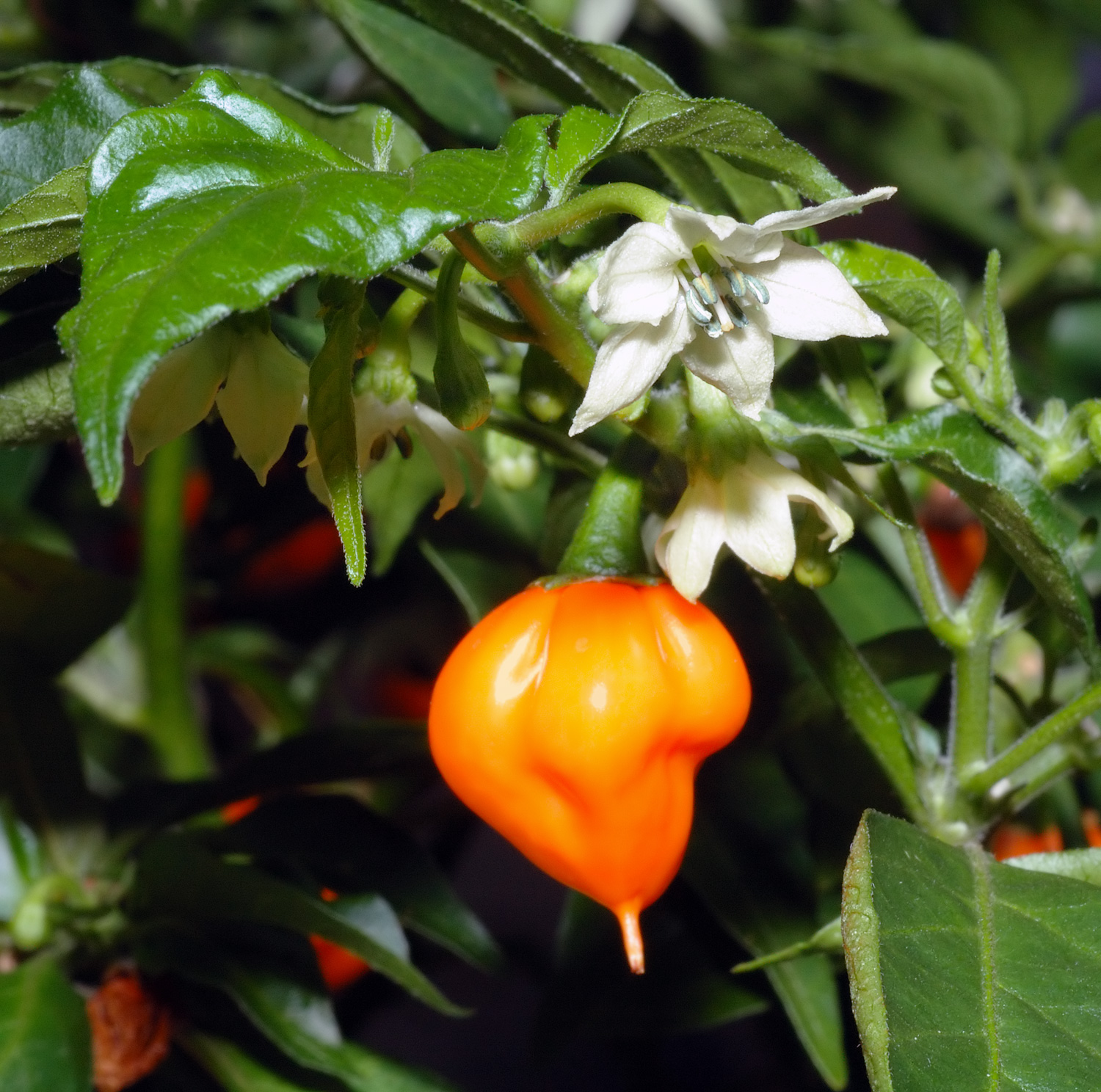
Хабанеро растение с плодами и цветком
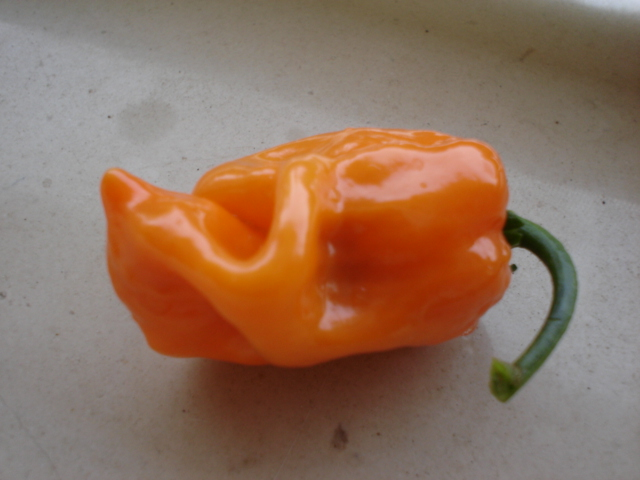
Оранжевый хабанеро
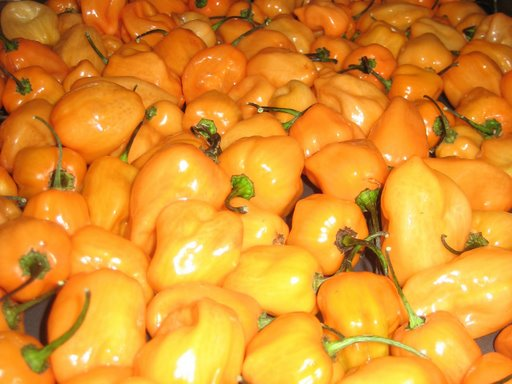
Оранжевые хабанеро
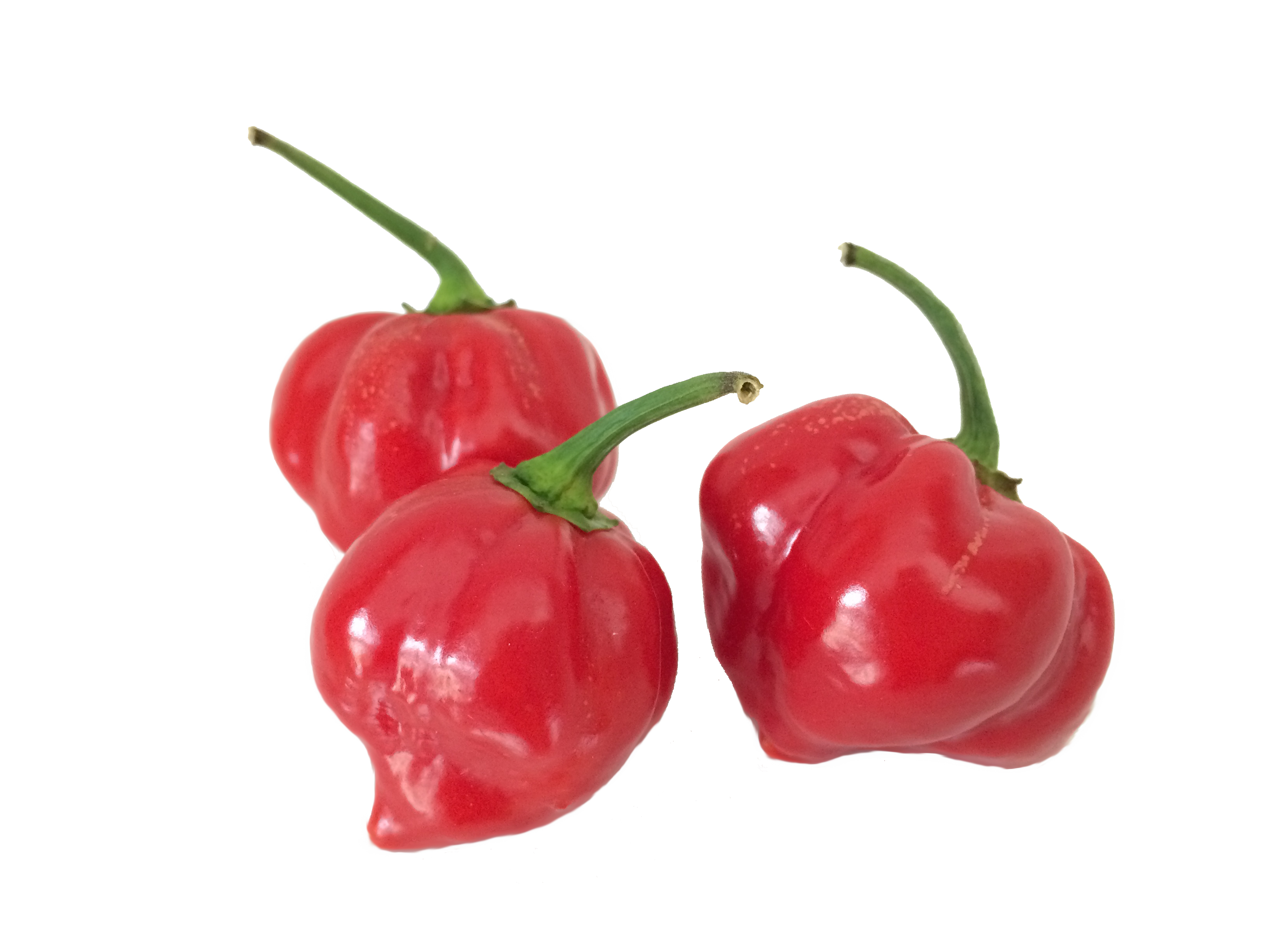
Красные хабанеро
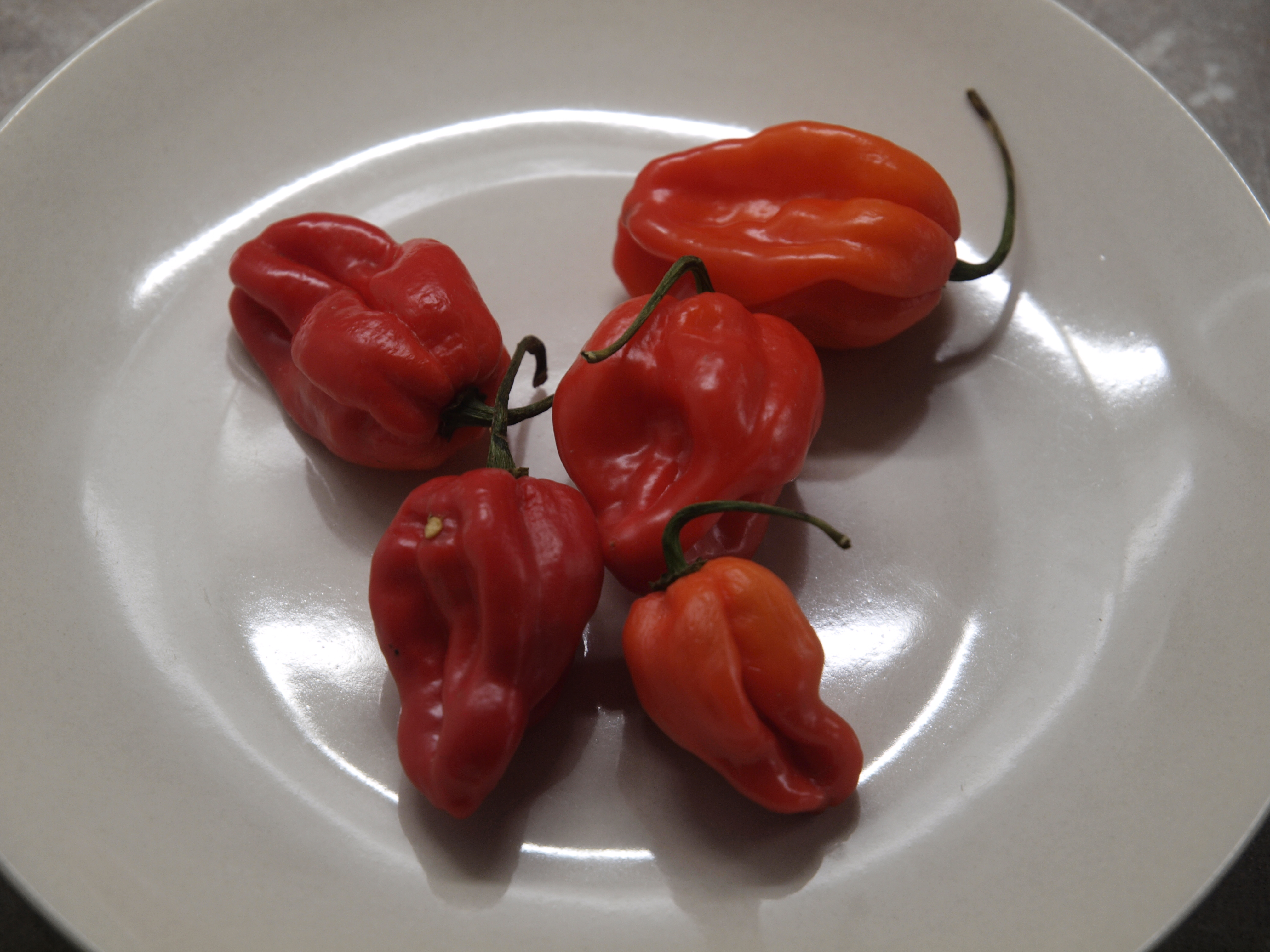
Красные хабанеро на тарелке, купленные в продуктовом магазине
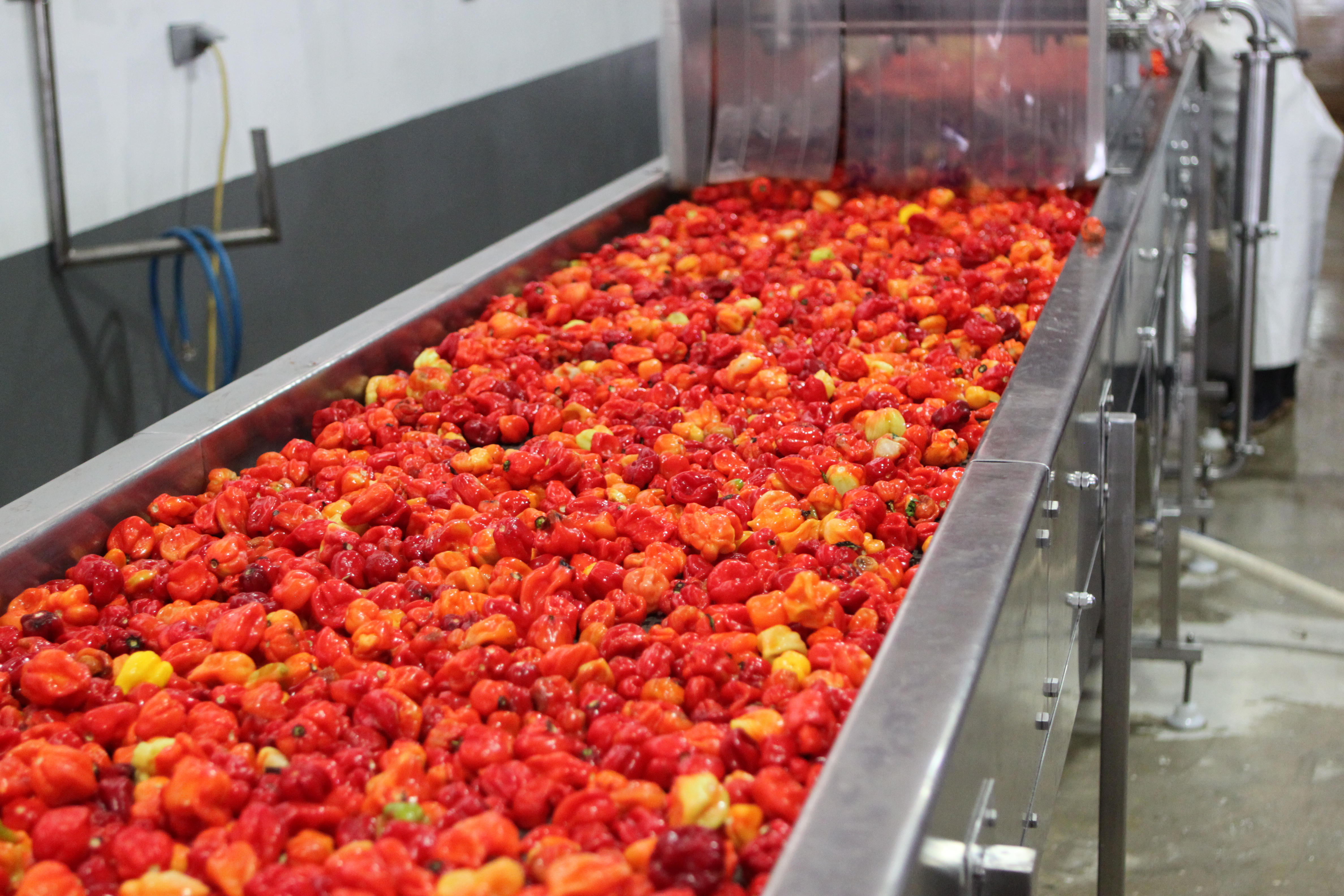
Белизские красные хабанеро готовятся к мойке, сортировке и измельчению